# 浦部はいむ
浦部 はいむ（うらべ はいむ）は、日本の漫画家。

## 略歴
- 2017年、「僕はトイレが怖いんです。」が第80回小学館新人コミック大賞青年部門で入選[1]。
- 2018年、「外で飲む缶コーヒーはカッコイイ。」が第23回龍神賞であさりよしとお賞を受賞[2]。

## 作品
- あ、夜が明けるよ（2019年5月11日発売[3]）
- 僕だけに優しい君に（2019年6月28日発売）
- 高校生を、もう一度（2020年10月17日発売[4]）
- あの人は血を求めてしまう（『COMIC MeDu』連載[5]、2020年 - 2021年、全2巻）
- 黒猫おちびの一生（『COMIC MeDu』連載[6]、2021年 - 2023年、全3巻）
- あたしは人前でごはんが食べれません（読み切り、『COMIC MeDu』掲載[7]、2024年）
- 君の耳に1.0mmの穴を開けたい（読み切り、『COMIC MeDu』掲載[8]、2024年）

## 活動
- 七野ワビせん『ナイトメア・ファミリー』1巻発売記念配信トークイベント（2021年2月25日） - ゲスト[9]